# Johann Friedrich Heinrich Panzer
Johann Friedrich Heinrich Panzer (* 25. März 1764 in Nürnberg; † 15. November 1815 in Eltersdorf) war ein deutscher evangelischer Geistlicher und Theologe.

## Leben
Johann Friedrich Heinrich Panzer war der Sohn des Geistlichen Georg Wolfgang Panzer (1729–1805) und dessen Frau Rosine Helene Jantke († 1806), Tochter des Altdorfer Medizinprofessors Johann Jakob Jantke (1687–1768). Sein älterer Bruder war der Botaniker Georg Wolfgang Franz Panzer (1755–1829).
Zunächst von seinem Vater erzogen, besuchte er sechs Jahre lang die Schule von St. Sebald in Nürnberg, wo sein Vater Geistlicher war. Dort erlernte er neben den Wissenschaften auch die lateinische Sprache. Um die Ausbildung kümmerten sich der Konrektor Rosenauer, der Rektor Munker, sowie drei Privatlehrer: Ein Diakon Schramm, ein Konrektor Jacobi und ein Pfarrer Felbinger.
Ab 1782 studierte Panzer an der Universität Altdorf. Dort waren seine Lehrer Johann Andreas Michael Nagel und Georg Andreas Will sowie Schwarz, Johann Augustin Dietelmair und Junge. 1784 wechselte er an die Universität Erlangen, wo Joachim Ehrenfried Pfeiffer einer seiner Lehrer war und er auch in dessen Haus lebte.
Das Studium schloss Panzer 1786 ab, bestand sein theologisches Examen und wurde in Nürnberg Predigerkandidat. Einige Male predigte er an St. Sebald. Danach wurde er Katechet an St. Jakob in Nürnberg. Dort predigte er feiertags und mittwochs. Am 21. Juni 1790 nahm ihn der Pegnesische Blumenorden unter dem Namen Irenander II. als Nummer 208 auf. Auch seine Eltern hatten dem Orden angehört.
1797 wurde Panzer in Altdorf ordiniert und am 1. November als Pfarrer nach Eltersdorf und Tennenlohe berufen. Dort gab es allerdings Streitigkeiten, sodass er vorübergehend seines Amtes entzogen wurde. Im Februar 1798 konnte er wieder als Vikar amtieren, im Herbst hielt er eine Probepredigt und bestand eine Prüfung in Bayreuth, sodass er sein Amt in den beiden Gemeinden wieder annehmen konnte.
Panzer starb im Jahr 1815 im Alter von 51 Jahren.

## Familie
Am 3. Dezember 1797 heiratete Panzer Magdalene Philippine Friederike Staudner, die Tochter des Ratskonsulenten zu Nürnberg Johann Leonhard Staudner, der später als Hofrat fungierte. Der Ehe entstammten fünf Kinder. Nur zwei der Kinder lebten noch 1806: Rosina Friederika Helena Panzer und Regina Johann Barbara Panzer.

## Wirken
Panzer galt als ein in allen theologischen Disziplinen gründliche Kenntnisse besitzender Gelehrter. Er befasste sich auch mit Kirchengeschichte, so in seinem Werk Georg Peßler, letzter Probst zu Nürnberg. Außerdem war er Biograf des Reformators Willibald Pirckheimer. Weiter machte er wieder auf ein Werk des Dichters Heinrich Bebel aufmerksam.
Auch betätigte sich Panzer als Amateur-Kupferstecher. 1796 stach er die Gegend um Lonerstadt, außerdem stammt von ihm ein Bildnis von Johannes Regiomontanus.

## Schriften
- Opfer schuldiger und inniger Theilnahme, seinem geliebten Vater (G. W. Panzer) am Jubeltage (des Pegnesischen Blumenordens) den 15. July 1794 geweiht (Nürnberg 1794)
- Denkmal der Freundschaft, dem verewigten Herrn C. W. Staudner im Rahmen des Pegnesischen Blumenordens errichtet (Nürnberg 1796)
- Ein kurzweiliger Versuch zu lesen, von Ordnung der Schützen Nürnberg, so mit Zyl- und Pirschpüchssen schießen. Mit einigen erläuternden Anmerkungen auf's neue herausgegeben (Nürnberg 1796)
- Brückstücke zu Johann Regiomoutan's Leben (Nürnberg 1796)
- Denkmal der Freundschaft, dem verewigten Herrn J. M. J. Endter, im Namen der Gesellschaft des Pegnesischen Blumenordens errichtet (Nürnberg 1796)
- Das Bild des wahrhaft thätigen Mannes. Unserm würdigen geliebten Vater, Herrn M. G. W. Panzer, am festlichen Gedächtnistage seines vor 25 Jahren übernommenen Schafferamtes geweiht von F. H. Panzer und dessen Gattin u. s. w. Am 8. Februar (Nürnberg 1798)
- Georg Peßler, letzter Probst zu Nürnberg. Ein kleiner Beitrag zur Nürnbergischen Kirchen- und Reformationsgeschichte (Erlangen 1802)
- Wilibald Pirkheimer und Charitas Pirkheimerin. Ein kleiner Umriß der Bilder zweier großen und guten Menschen (Erlangen 1802)
- Nachricht von einer bisher unbekannten Ausgabe einer sehr seltenen Schrift Heinrich Bebel's, welche unter dem Titel: „In hoc libro continentur haec Bebeliana opuscula nova“, 1509 erschien, nebst einem kleinen Beitrag zu dem Briefswechsel desselben (Erlangen 1804)
- Wilibald Pirkheimer's Verdienste um die Herausgabe der Pandekten Gregor Halvander's; dargestellt und beleuchtet u. s. w. Mit zwei Beilagen A und B (Nürnberg 1805)
- Versuch einer Ansicht der vollendeten Lebenstage Georg Wolfgang Panzers, der Theologie und Philosophie Doctors u. s. w. gestellt im Rahmen des Blumenordens (Nürnberg 1805)